# Крістіан Шенк
Крістіан Шенк (нім. Christian Schenk, нар. 9 лютого 1965, Росток, НДР) — німецький легкоатлет, що спеціалізується на багатоборстві, олімпійський чемпіон 1988 року.

## Кар'єра
| Рік                   | Змагання         | Місто                | Місце           | Примітки        |                 |
| Представник НДР       | Представник НДР  | Представник НДР      | Представник НДР | Представник НДР | Представник НДР |
| --------------------- | ---------------- | -------------------- | --------------- | --------------- | --------------- |
| 1987                  | Чемпіонат світу  | Рим, Італія          | 5               | 8304            |                 |
| 1988                  | Олімпійські ігри | Сеул, Південна Корея | 1               | 8488            |                 |
| 1990                  | Чемпіонат Європи | Спліт, Югославія     | 3               | 8433            |                 |
| 1991                  | Чемпіонат світу  | Токіо, Японія        | 3               | 8394            |                 |
| Представник Німеччина |                  |                      |                 |                 |                 |
| 1993                  | Чемпіонат світу  | Штутгарт, Німеччина  | 4               | 8500            |                 |